# Live at Wembley Stadium
Live at Wembley Stadium è un doppio DVD dei Queen pubblicato nel 2003.
Il primo disco contiene la registrazione del concerto del 12 luglio 1986 allo stadio di Wembley a Londra, già pubblicata su VHS nel 1990 con il titolo Queen at Wembley e nell'album Live at Wembley '86 nel 1992. Il secondo disco contiene un estratto del concerto dell'11 luglio 1986 più interviste ai componenti della band.
Il concerto di Wembley fu l'apice del tour europeo Magic Tour seguito alla pubblicazione dell'album A Kind of Magic.
Il valore di questo DVD è accresciuto dal fatto che si tratta della testimonianza di uno degli ultimi concerti tenuti dai Queen con la formazione completa. Freddie Mercury si esibì per l'ultima volta con il gruppo un mese dopo, a Knebworth, il 9 agosto 1986.
Il 5 settembre 2011, in occasione di quello che sarebbe stato il 65º compleanno di Freddie Mercury e del quarantennale della band, è stata pubblicata dalla Island/Universal una riedizione del Live at Wembley Stadium in due diverse edizioni: edizione standard (2 DVD), contenente oltre alla registrazione della serata del 12 luglio anche la registrazione integrale della serata dell'11 luglio e contenuti speciali inediti, ed edizione deluxe (2 DVD + 2 CD) contenente anche la registrazione audio del concerto del 12 luglio.

## Il concerto
Il filmato si apre con un'introduzione che mostra alcuni esterni dello stadio, il palco mentre viene montato sul prato, e la gente che fa la fila all'esterno per entrare. Successivamente, le immagini passano all'inizio del concerto, con i riflettori delle luci che si alzano dal palco, e la band (Freddie Mercury per primo, con il suo famoso microfono in mano) e poi gli altri componenti del gruppo sulle note di One Vision. Senza interruzione, la band suona dopo un altro suo noto brano hard rock, Tie Your Mother Down, che carica a mille il pubblico, sfoggiando a fine canzone anche due fuochi pirotecnici ai lati del palco. A questo punto, dopo la potente introduzione, Freddie saluta il pubblico lì presente, e l'atmosfera inizia a farsi più calma e intrigante: la band esegue magistralmente il medley composto da In the Laps of the God, Seven Seas of Rhye (con Freddie che si siede e alza dal pianoforte) e Tear It Up. Poi arriva il momento psichedelico, con del fumo che annebbia il palco in un momento di silenzio, in cui si avverte solo il leggero rumore dei piatti di Roger Taylor, quando Freddie inizia a cantare A Kind of Magic. Durante il brano, per l'occasione abbastanza allungato, spuntano dal pubblico dei pupazzoni di gommapiuma raffiguranti i membri della band che man mano volano via nel cielo. Subito dopo, Freddie si cimenta una delle sue classiche battaglie di cori con il pubblico, in cui emette i suoi famosi versi e acuti per vedere se le urla della gente lì presente sono capace di riprodurre. Si arriva poi a due brani classici del gruppo, in cui molto in evidenza risulta soprattutto il basso di John Deacon: Under Pressure e Another One Bites the Dust. Per il brano successivo, Who Wants to Live Forever, il chitarrista Brian May va a suonare la tastiera (a detta di molti, questo è il miglior brano eseguito dal gruppo quella sera). Dopo I Want to Break Free e un'improvvisazione vocale di Freddie, arriva il momento del lungo solo di Brian May da solista, seguito dalla potente Now I'm Here, che in certo senso segue il sound delle prime due canzoni eseguite nell'evento. Giunge a quel punto una parentesi acustica, con i soli Brian May (con chitarra acustica) e Freddie Mercury sullo stage che eseguono Love of My Life, di cui storico rimane il momento in cui Freddie si ferma e lascia cantare a squarciagola il pubblico per buona parte del brano, e Is This the World We Created. Arrivano poi anche gli altri due membri del gruppo, con Roger Taylor che ha in mano un solo tamburello, ed è il momento di tre cover: (You're So Square) Baby I Don't Care, Hello Mary Lou (Goodbye Heart) (suonata in tonalità di re bemolle maggiore) e Tutti Frutti. La band ritorna poi in posizioni e strumenti normali e, dopo la breve intro Gimme Some Lovin, Freddie si siede nuovamente al pianoforte e inizia a suonare le celebri note di Bohemian Rhapsody. Si ritorna poi a un pezzo hard rock, Hammer to Fall, in cui Mercury si scatena, giocando dapprima con alcuni effetti pirotecnici, e poi mettendosi a fare alcune flessioni in mezzo al palco. Freddie stesso prende poi una chitarra in mano e si parte con Crazy Little Thing Called Love, con il cantante che a fine brano butta un mazzo di rose in mezzo al pubblico. Proprio il pubblico ha un ruolo fondamentale nel successivo brano eseguito, Radio Ga Ga (anticipato dalla breve Big Spender), in cui viene più volte eseguito il celebre batti-mani guidato da Freddie Mercury e, appunto, il pubblico. Si arriva dunque alla conclusione dell'evento, con il quartetto composto dai noti inni We Will Rock You, Friends Will Be Friends, We Are the Champions e God Save the Queen, in cui Freddie conclude salutando il pubblico vestito da regina porgendo loro una corona.
Menzione particolare per l'enorme palco montato, composto da una sovra-elevazione posta alle spalle della batteria, che poi sfocia in due corsie laterali che si affacciano al pubblico, che Freddie percorre spesso durante l'evento (e anche Brian May, durante il suo assolo).

## Tracce

### Edizione in DVD

#### Versione del 2003 (Hollywood)

##### DVD 1
1. One Vision - 5:49
2. Tie Your Mother Down - 4:06
3. In the Lap of the Gods... revisited - 2:29
4. Seven Seas of Rhye - 1:14
5. Tear It Up - 2:21
6. A Kind of Magic + Improvvisazione vocale di Freddie Mercury - 8:33
7. Under Pressure - 3:49
8. Another One Bites the Dust - 5:54
9. Who Wants to Live Forever - 4:07
10. I Want to Break Free - 3:36
11. Impromptu - 2:53
12. Brighton Rock solo - 9:10
13. Now I'm Here - 7:04
14. Love of My Life - 4:05
15. Is This the World We Created? - 2:57
16. (You're So Square) Baby I Don't Care - 1:35
17. Hello Mary Lou (Goodbye Heart) - 1:51
18. Tutti Frutti - 3:25
19. Gimme Some Lovin' - 0:54
20. Bohemian Rhapsody - 5:49
21. Hammer to Fall - 6:02
22. Crazy Little Thing Called Love - 5:33
23. Big Spender - 1:07
24. Radio Ga Ga - 6:02
25. We Will Rock You - 2:46
26. Friends Will Be Friends - 2:07
27. We Are the Champions - 4:01
28. God Save the Queen - 1:26

- durata totale del concerto: 1 h: 50 min: 56 s

##### DVD 2
- Road To Wembley:
  - Brian & Roger
  - Gavin & Gerry
  - "A Beautiful Day"
  - Tributo a Wembley
- Unseen Magic:
  - 5 brani tratti dal concerto di venerdì 11 luglio 1986
    - A Kind of Magic + "vocalizzi" di Freddie con il pubblico
    - Another One Bites the Dust
    - Tutti Frutti
    - Crazy Little Thing Called Love
    - We Are the Champions (segmento conclusivo) + God Save the Queen

  - Rehearsals Footage (le prove per il Magic Tour)
  - Galleria fotografica (canzone: A Kind of Magic - Highlander version)
- Queen Cam (multi angle):
  - One Vision
  - Under Pressure
  - Now I'm Here
  - We Are the Champions

#### Versione del 2011 (Island/Universal)

##### DVD 1
concerto del 12 luglio 1986
1. One Vision - 5:49
2. Tie Your Mother Down - 4:06
3. In the Lap of the Gods... revisited - 2:29
4. Seven Seas of Rhye - 1:14
5. Tear It Up - 2:21
6. A Kind of Magic + Improvvisazione vocale di Freddie Mercury - 8:33
7. Under Pressure - 3:49
8. Another One Bites the Dust - 5:54
9. Who Wants to Live Forever - 4:07
10. I Want to Break Free - 3:36
11. Impromptu - 2:53
12. Brighton Rock solo - 9:10
13. Now I'm Here - 7:04
14. Love of My Life - 4:05
15. Is This the World We Created? - 2:57
16. (You're So Square) Baby I Don't Care - 1:35
17. Hello Mary Lou (Goodbye Heart) - 1:51
18. Tutti Frutti - 3:25
19. Gimme Some Lovin' - 0:54
20. Bohemian Rhapsody - 5:49
21. Hammer to Fall - 6:02
22. Crazy Little Thing Called Love - 5:33
23. Big Spender - 1:07
24. Radio Ga Ga - 6:02
25. We Will Rock You - 2:46
26. Friends Will Be Friends - 2:07
27. We Are the Champions - 4:01
28. God Save the Queen - 1:26

- durata totale del concerto: 1 h: 50 min: 56 s

##### DVD 2
concerto dell'11 luglio 1986
1. One Vision - 5:46
2. Tie Your Mother Down - 4:06
3. In the Lap of the Gods... revisited - 2:18
4. Seven Seas of Rhye - 1:18
5. Tear It Up - 2:17
6. A Kind of Magic + Improvvisazione vocale di Freddie Mercury - 8:26
7. Under Pressure - 4:02
8. Another One Bites the Dust - 5:41
9. Who Wants to Live Forever - 4:02
10. I Want to Break Free - 3:28
11. Impromptu - 3:28
12. Brighton Rock solo - 7:18
13. Now I'm Here - 5:51
14. Love of My Life - 4:50
15. Is This the World We Created? - 3:18
16. (You're So Square) Baby I Don't Care - 1:27
17. Hello Mary Lou (Goodbye Heart) - 2:09
18. Tutti Frutti - 3:55
19. Bohemian Rhapsody - 6:03
20. Hammer to Fall - 5:51
21. Crazy Little Thing Called Love - 6:13
22. Radio Ga Ga - 6:15
23. We Will Rock You - 2:51
24. Friends Will Be Friends - 2:04
25. We Are the Champions - 3:55
26. God Save the Queen - 1:19

- durata totale del concerto: 1 h: 48 min: 22 s

###### Contenuti bonus
- The Final Tour - 11:39
- The Wembley Weekend - 25:49
- Rehearsal Footage - 15:07

- - Tie Your Mother Down
  - Seven Seas of Rhye
  - Tear It Up
  - A Kind of Magic
  - Now I'm Here
  - I Want To Break Free
  - Bohemian Rhapsody

### Edizione in VHS
Il filmato uscì originariamente nel 1990 in VHS con il titolo Queen At Wembley ed una tracklist ridotta rispetto al concerto completo (versione DVD/doppio CD versione rimasterizzata nel 2003 dalla Hollywood Records).
Di seguito la scaletta proposta nella VHS originale:
1. Rare Magic (immagini dei preparativi del concerto/sottofondo audio: Brighton Rock)
2. One Vision
3. Tie Your Mother Down
4. In the Lap of the Gods... Revisited
5. Seven Seas of Rhye
6. A Kind of Magic
7. [Improvvisazione vocale di Freddie Mercury]
8. Under Pressure
9. Another One Bites the Dust (incompleta rispetto alla versione DVD)
10. Who Wants to Live Forever
11. I Want to Break Free
12. Is This the World We Created... ?
13. Tutti Frutti
14. Bohemian Rhapsody
15. Hammer to Fall
16. Crazy Little Thing Called Love (incompleta rispetto alla versione DVD)
17. Radio Ga Ga
18. We Will Rock You
19. Friends Will Be Friends
20. We Are the Champions
21. God Save the Queen

## Cover
Nei 2 concerti a Wembley, del resto come in tutto il Magic Tour, i Queen hanno inserito in scaletta anche diverse cover.

## Trasmissioni televisive
Il 29 maggio 1992 alle 22:40 Italia 1 mandò in onda il programma Speciale Queen, in occasione della pubblicazione dell'album Live at Wembley '86. Questa trasmissione comprendeva la messa in onda integrale dell'edizione VHS del concerto pubblicata nel 1990, preceduta da un montaggio di opinioni espresse da varie rockstar britanniche e internazionali sulla figura di Freddie Mercury.

## Formazione
Gruppo
- Freddie Mercury – voce, pianoforte, chitarra in Crazy Little Thing Called Love
- Brian May – chitarra, cori, tastiera
- John Deacon – basso, cori
- Roger Taylor – batteria, percussioni, cori

Altri musicisti
- Spike Edney – sintetizzatore (Yamaha DX7, Roland, E-MU Emulator II), pianoforte in Tutti Frutti e Crazy Little Thing Called Love, seconda chitarra (Gordon Smith) in Hammer to Fall, cori.

## The Original Concert
Il concerto iniziò alle 16.00 e il prezzo del biglietto era di £14.50. Quel giorno si esibirono 3 band prima dei Queen:
1. INXS
2. The Alarm
3. Status Quo